# Cromat de sodi
El cromat de sodi és un sòlid groc de fórmula Na₂CrO₄. S'utilitza com a inhibidor de la corrosió en la indústria del petroli. S'obté a partir de la reacció de dicromat de sodi i hidròxid de sodi. És un agent citotòxic.